# Калин Артакиев
Калин Бориславов Артакиев е български футболист, вратар. Роден е на 25 януари 1979 г. в Пловдив. Висок е 192 см и тежи 89 кг.

## Кариера
Юноша на Ботев (Пловдив). Играл е за Сокол (Коматево), Сокол (Марково), Спартак (Пловдив), Локомотив (Пловдив), Родопа, Черноморец, Янтра, Камено, Светкавица, Несебър и Елегант (Стрелци). От началото на 2007 г. играе за ФК Шумен 2001. В А група има 1 мач. Има 4 мача за младежкия национален отбор.

## Статистика по сезони
- Сокол (Ком) - 1997/98 - В група, 2 мача
- Сокол (Мар) - 1998/99 - А ОФГ, 18 мача
- Спартак (Пд) - 1999/00 - В група, 31 мача
- Локомотив (Пд) - 2000/01 - Б група, 12 мача
- Родопа - 2001/02 - В група, 28 мача
- Черноморец - 2002/ес. - А група, 1 мач
- Янтра - 2003/пр. - Б група, 14 мача
- Камено - 2003/04 - В група, 29 мача
- Светкавица - 2004/05 - Б група, 21 мача
- Несебър - 2005/ес. - Източна Б група, 13 мача
- Фк Левски 2004 гр. Карлово сезон 2005-2006 титулярен вратар на отбора

Елегант - 2006/ес. - В група
- ФК Шумен 2001 - 2006/07 - Източна Б група

ФК Раковски – Сезон 2010-2011 Б Областна група